# レーザー科学

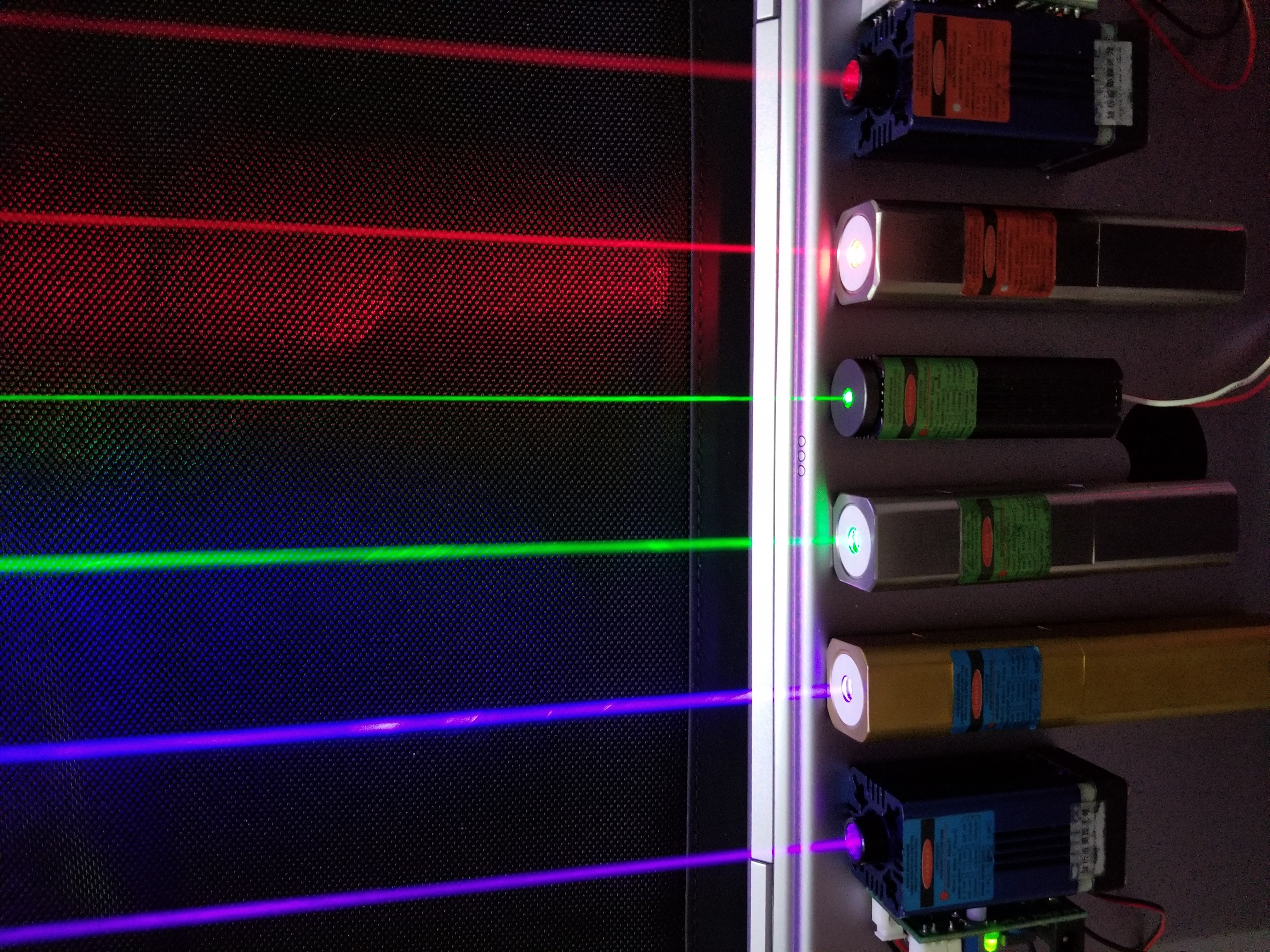
レーザーモジュール (405-445nm, 520-532nm, 635-660nm)

レーザー科学（レーザーかがく）または レーザー物理（レーザーぶつり）は光学の一分野であり、レーザーに関する理論と現象論を扱う学問である。
レーザー科学は量子エレクトロニクスとレーザーの構成要素、特に光共振器を対象としており、レーザー媒体に於ける反転分布に関する物理学や、レーザーにおける電磁場の時間発展に関する理論的、原理的な背景を与えている。
また、レーザービームの伝播、特にガウシアンビームに関する物理学およびレーザーの応用も扱う。非線形光学、量子光学等にも関連する。